# Claudio Herrera (pianista)
Claudio Herrera es un pianista mexicano nacido en Durango

## Estudios
Inicia sus estudios musicales en Durango, para continuarlos en México, D. F. Posteriormente viaja a Europa para seguir su preparación en Francia, Italia y Ucrania con reconocidos maestros como Catherine Thibone, Minique, Debus, Ugo Cidivino, Sergei Polusmiak, Vlado Perlemuter, gran alumno de Maurice Ravel, Alfred Cortot y Sergei Polusmiak con la tradición pianística de V. Horowitz. Claudio Herrera se ha presentado en numerosas ocasiones en Europa, África del Norte, Asia, Estados Unidos, Cuba y en casi toda la República Mexicana.
Por otra parte ha sido miembro del jurado en competencias nacionales e internacionales de piano y composición; miembro del Seminario de Cultura Mexicana; fundador de la Fundación Novak de Cuernavaca, Morelos, del Concurso Nacional de Piano Claudio Herrera y forma parte del grupo de concertistas del Instituto Nacional de Bellas Artes. Actualmente posee un repertorio conformado con más de ochenta programas de conciertos para orquesta, recitales y música de cámara. Ha realizado grabaciones en España, Estados Unidos y México.
Es pedagogo invitado con regularidad a ofrecer cursos magistrales sobre la música de Maurice Ravel y del repertorio del periodo romántico.
Se ha presentado a dúo con su virtuosa hermana, la pianista Salomé Herrera, conformando el Dúo Herrera.
En 2011 dio su primer concierto en la ciudad de Nueva York, en la Weill Recital Hall del Carnegie Hall, uno de los foros musicales más emblemáticos del mundo, celebrando el bicentenario del natalicio del compositor Franz Liszt, a la vez que rindió un homenaje a Federico Chopin y a su maestro, Vlado Perlemuter.